# Corvospongilla burmanica
Corvospongilla burmanica är en svampdjursart som först beskrevs av James Barrie Kirkpatrick 1908.  Corvospongilla burmanica ingår i släktet Corvospongilla och familjen Spongillidae. Inga underarter finns listade i Catalogue of Life.